# Агбалян, Никол Погосович
Никол Агбалян (арм. Նիկոլ Աղբալյան; 24 марта 1875, Тифлис — 15 августа 1947, Бейрут) — армянский политический и общественный деятель.

## Биография
Начальное образование получил в тифлисской школе Нерсисян, затем в эчмиадзинской семинарии Геворкян.
Учился в Московском и Лозаннском университетах, а также в Сорбонне.
Преподавал в Шуше, Тифлисе, Кагызване, Агулисе. В 1913 году издавал в Тифлисе журнал «Нор осанк», затем газету «Оризон» (совместно с А. Джамаляном).
В 1914 году Агбалян был избран членом Национального бюро. Неоднократно посещал Западную Армению, занимался вопросами оказания помощи беженцам. Член партии Дашнакцутюн.

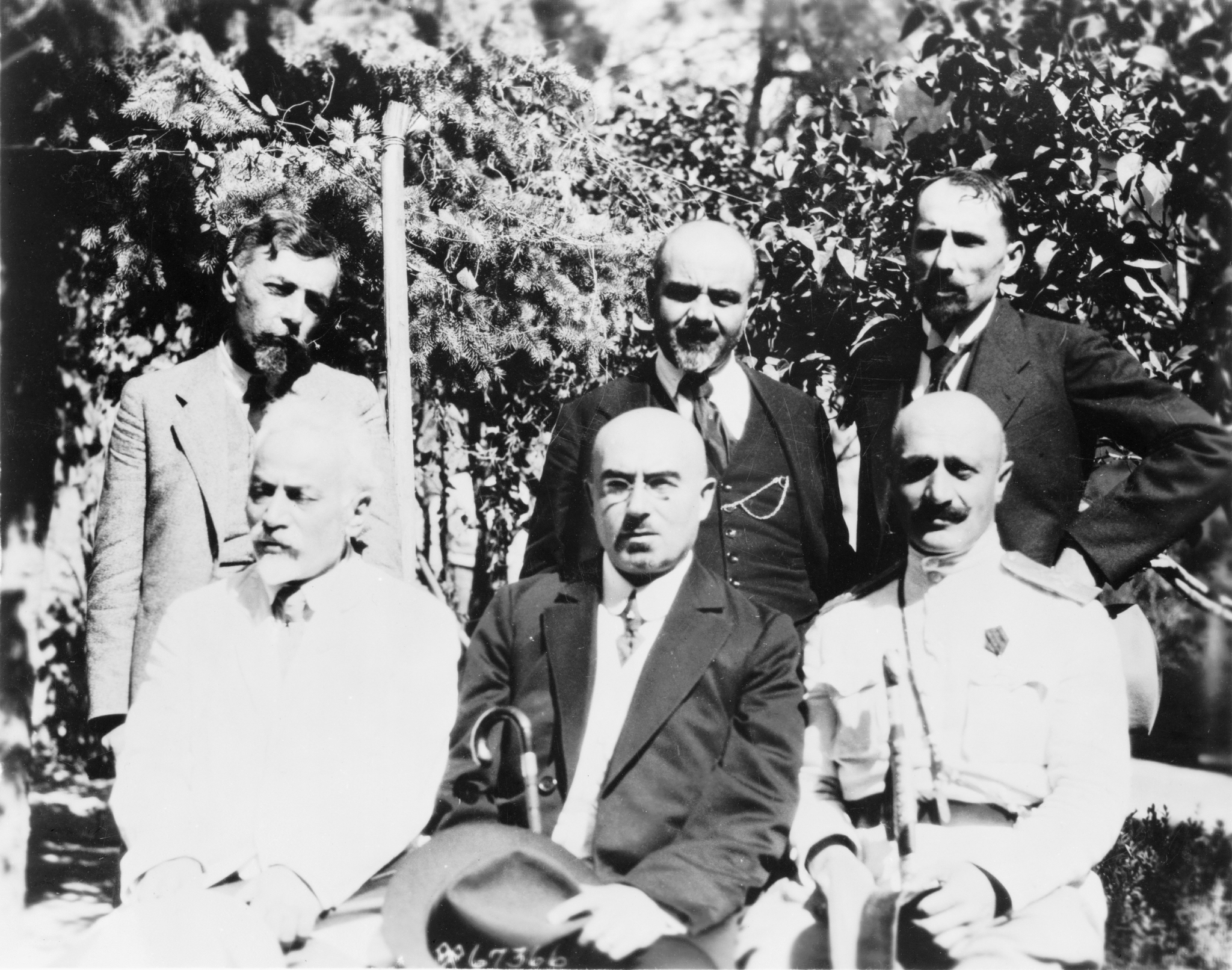
Члены правительства А. И. Хатисова, 1 октября 1919. Слева направо, сидят: А. Саакян, А. Хатисов, Х. Араратов; стоят: Н. Агбалян, A. Гюлханданян, C. Араратян.

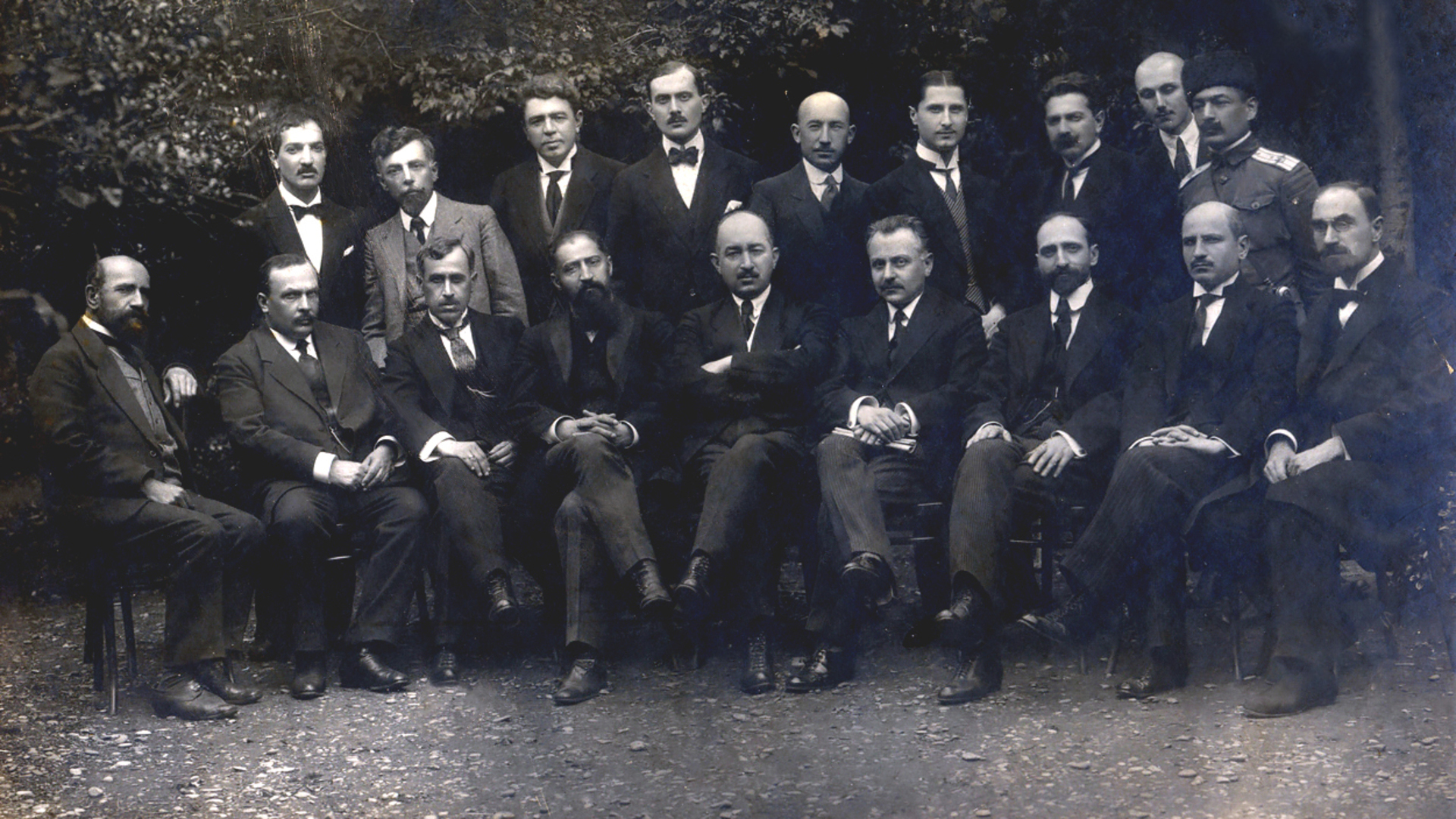
Н. Агбалян (стоит 2-й слева) среди делегатов Первой Конференции представителей кавказских республик в Тифлисе, 1919 г. Первый ряд в центре — Е. Гегечкори

После провозглашения независимости Первой Республики Армении депутат парламента, в 1919—1921 гг. министр просвещения и культуры. С установлением в Армении Советской власти в феврале 1921 г. был арестован, бежал в Иран. Затем жил в Египте и (с 1930 г.) в Ливане, возглавлял семинарию Ншан Паланджян, занимался научной, литературной и педагогической деятельностью. Автор литературоведческих трудов, наиболее известный из них — «История армянской литературы» (1947).

## Память

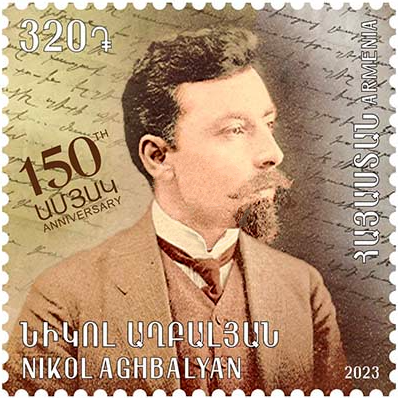
150 лет со дня рождения Никола Агбаляна. Почта Армении, 2023

В современной Армении имя Агбаляна носит студенческий союз партии Дашнакцутюн, средняя школа № 19 в Ереване и школа в селе Уши Арагацотнской области.
Бюст Никола Агбаляна установлен в Бейруте у спортивно-культурного комплекса Никола Абгаляна (Ливан).
В 2023 году Почта Армении выпустила почтовую марку, приуроченную к 150-летию со дня рождения Никола Агбаляна.